# August Macke
August Macke (ur. 3 stycznia 1887, zm. 26 września 1914) – niemiecki malarz, ekspresjonista, członek grupy artystycznej Der Blaue Reiter. Jego twórczość ewoluowała od impresjonizmu, poprzez kubizm, orfizm, futuryzm do abstrakcjonizmu. Posługiwał się techniką olejną i akwarelą, malował portrety, kompozycje figuralne i pejzaże. Jego prace odznaczają się czystą kolorystyką i poetyckim nastrojem. Tworzył również drzeworyty, projektował ceramikę, dywany, hafty, gobeliny i zasłony.

## Życiorys
Urodził się w Meschede w Westfalii, a dorastał w Bonn i Kolonii. Studiował w Akademii Sztuk Pięknych w
Düsseldorfie (1904-1906) i Berlinie (1907-1908). W lecie 1907 wyjechał po raz pierwszy do Paryża, gdzie zetknął się z impresjonizmem i dziełami Henri Matisse. Duży wpływ na jego twórczość miała również przyjaźń i kilkumiesięczna wspólna praca z Lovisem Corinthem.
Największe zmiany w życiu i twórczości Macke zaszły w 1909 r., gdy ożenił się z Elizabeth Gerhardt i poznał Franza Marca. Ich przyjaźń zaowocowała wspólną pracą i kolejnymi eksperymentami pod wpływem dzieł fowistów. W następnym roku związali się z grupą ekspresjonistów niemieckich z Monachium Blaue Reiter (Niebieski Jeździec), sponsorem i mecenasem grupy był przemysłowiec i koneser sztuki – Bernhard Koehler, stryj żony Macke.
W 1912 artysta poznał Roberta Delauneya i eksperymentował z elementami kubizmu i orfizmu. W 1914 wspólnie z Louisem Moilliet i Paulem Klee podróżował po Tunezji, plonem tej wyprawy była seria akwareli uważanych obecnie za jego najcenniejsze prace. Po wybuchu I wojny światowej zgłosił się do wojska na ochotnika i zginął w czasie pierwszych walk na froncie w Szampanii.
August Macke zmarł w wieku zaledwie 27. lat.
W chwili wybuchu I wojny światowej został powołany do wojska. Jego listy z pola są pod wrażeniem okropności i okrucieństwa wojny. Zginął 26 września 1914 r. w wieku 27 lat jako zastępca oficera na froncie zachodnim w Perthes-les-Hurlus w Szampanii. Macke został pochowany na cmentarzu wojskowym w Souain w zbiorowej mogile.
Tuż przed śmiercią namalował swój ostatni obraz Pożegnanie, utrzymany w ponurej tonacji zdaje się zapowiadać śmierć autora i upadek grupy Blaue Reiter.

## Ważniejsze prace
- 1905, „Angler am Rhein”

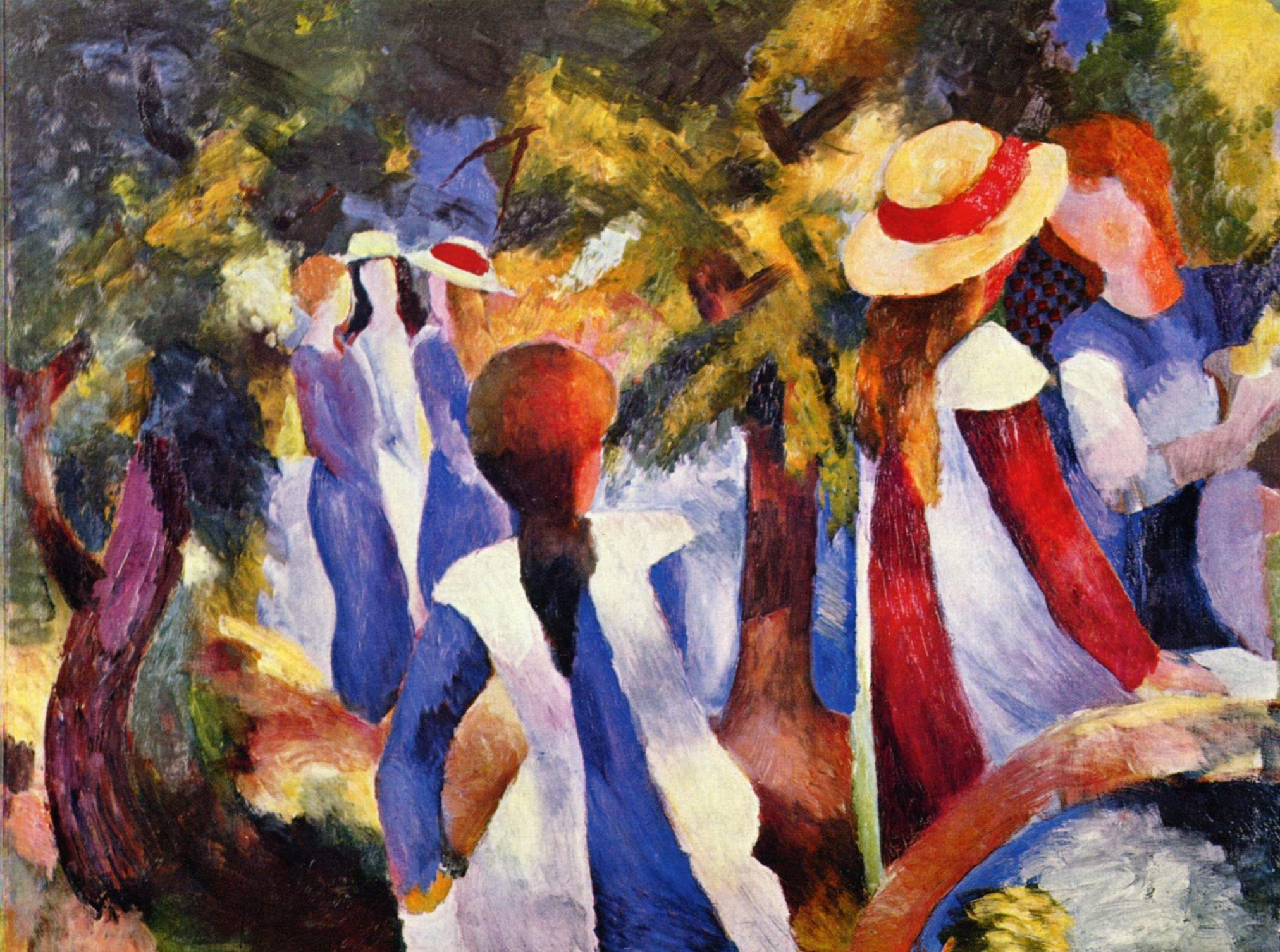
Dziewczyny w zieleni, 1914, Nowa Pinakoteka

- 1907, „Elisabeth Gerhardt, Obst schälend”
- 1909, „Selbstportrait mit Hut”,
- 1909, „Selbstbildnis”, Bleistiftzeichnung,
- 1910, „Segelboot”,
- 1910, „Frau, eine Blumenschale tragend”,
- 1910, „Akt mit Korallenkette”,
- 1910, „Bildnis Franz Marc”,
- 1911, „Elisabeth am Schreibtisch,
- 1911, „Marienkirche im Schnee”,
- 1911, „Dorfstrasse mit Kirche in Kandern”,
- 1911, „Der Sturm”,
- 1911, „Gemüsefelder”,
- 1912, „Kleiner Zoo in braun und gelb”,
- 1912, „Sparziergang am See”,
- 1912, „Blondes Mädchen mit Buch”,
- 1912, „Leute auf der Straße”,
- 1912, „Auf dem Sofa eingeschlafen”,
- 1912, „Großes helles Schaufenster”,
- 1912, „Vier Mädchen”,
- 1913, „Akte am Wasser”,
- 1913, „Dame in grüner Jacke”,
- 1913, „Zwei Frauen vor einem Hutladen”,
- 1913, „Im zoologischen Garten”,
- 1913, „Großer zoologischer Garten”,
- 1913, „Promenade in Braun und Grün”,
- 1913, „Hafen 22",
- 1913, „Blaugrüne Seiltänzerin”,
- 1913, „Herbstabend”,
- 1914, „In der Manege”,
- 1914, „Weibliches Bildnis”,
- 1914, „Der Weg am Wasser”,
- 1914, „Kinder am Brunnen”,
- 1914, „Helle Strasse mit Leuten”,
- 1914, „Reiter und Spaziergänger in der Allee”,
- 1914, „Beflaggte Kirche”,
- 1914, „Hutladen”,
- 1914, „Kathedrale zu Freiburg in der Schweiz”,
- 1914, „Strauß mit Gladiolen auf rosa Hintergrund”,
- 1914, „Rotes Haus im Park”
- 1914, „Seiltänzer”,
- 1914, „Innenhof des Landhauses in St. Germain”,
- 1914, „Kandern IV”, Aquarell,
- 1914, „Promenade”,

## Życiorys
- Stefano Zuffi: Wielki słownik malarzy. T. 3. Warszawa: Rzeczpospolita, 2006, s. 25. ISBN 83-60688-15-X.
- Victoria Charles (red.): 1000 arcydzieł malarstwa. Bonn: Firma Księgarska Jacek i Krzysztof Olesiejuk – Inwestycje, 2006, s. 438. ISBN 83-7423-665-5.

## Literatura dodatkowa
- Adolphs Volker (red.): Kontemplation und Glück: August Mackes Menschenbild. Warszawa: Verein August-Macke-Haus, 2000. ISBN 3-929607-31-X. Brak numerów stron w książce